# Crypt of the Necrodancer
Crypt of the Necrodancer är ett indiespel som utvecklats av Brace Yourself Games. Spelet tar de grundläggande delarna från ett roguelike-spel, och lägger till ett rytmspel baserat på musik skriven av Danny Baranowsky för spelet. Spelarens åtgärder är mest effektiva när man använder kontrollerna i takt till musiken, så det är nödvändigt att lära sig den rytm som de flesta av de många olika varelserna följer. Spelet inkluderar möjligheten att importera egen musik, alternativt att använda en dansmatta i stället för traditionella kontroller eller tangentbordet. Spelet släpptes för Microsoft Windows, OS X och Linux i april 2015. Den designades även av Klei Entertainment för playstation 4 och Vita i februari 2016, och för iOS som Crypt of the NecroDancer Pocket Edition, i juni 2016.

## Spelet
Spelet är ett top-down-2D dungeon crawler, där spelaren styr en av ett urval av karaktärer för att utforska flera nivåer av en underjordisk fängelsehåla som är slumpmässigt genererad, liknande andra roguelike-spel.
Spelare kan styra sin karaktär med hjälp av antingen en dansmatta, en mus, ett tangentbord eller en spelkontroll. Till skillnad från traditionella roguelikes, kan spelaren endast flytta eller attackera med sin karaktär om man gör detta på musikens taktslag. Som med många rytmspel, höjer varje framgångsrikt taktslag en så kallad "multiplier", som avgör antalet mynt man får från att besegra fiender. Att inte flytta sig eller anfalla med karaktären skadar den oftast inte, men återställer "multipliern" och kan orsaka skada från en närliggande monster om karaktären är i dess attackväg. Karaktären kan också skadas av att flytta till en ruta där ett monster anfaller. När karaktärens hälsomätare töms är spelet över.
Monster flyttar sig enligt förutbestämda mönster som spelare måste lära sig för att attackera effektivt och undvika skador. Dessa mönster går från en grön slime, som inte rör sig alls, en minotaur, som springer rakt mot spelaren om den står i dess väg och inte stannar förrän den träffar en vägg, till exempelvis Necrodancer som följer ett flertal ännu mer komplexa mönster.
När spelaren utforskar kommer man att hitta nya vapen, rustningar, användbara "scrolls", "spells" och guld. Spelarens inventory förvaltas automatiskt av spelet. Att besegra monster ger ett antal mynt som kan användas för att köpa produkter från butiker i grottan. Det finns även diamanter som används för inköp av uppgraderingar för karaktärens förmågor i spelets lobby.
Spelets standardvärld är uppdelad i fyra zoner med fyra nivåer i varje. De tre första nivåerna i varje zon kräver att spelaren ska hitta utgången och besegra en mini-boss för att låsa upp den; den fjärde nivån är en större bosskaraktär som måste besegras för att man ska komma vidare. Dessutom är de flesta karaktärerna begränsade till en speciell längd på låten för att slutföra nivån. När sången är slut skickas de automatiskt till nästa nivå genom en fallucka och får inga belöningar för att slutföra nivån.
Spelaren återgår till lobbyn efter att ha dött eller genom pausmenyn. När spelaren dör förlorar de alla föremål, allt guld, och all annan utrustning, men behåller alla diamanter som de har hittat. I lobbyn finns affärer där spelare kan spendera dessa diamanter för uppgraderingar innan man kan spelet starta igen, eller, om man har klarat exempelvis zon 3, få tillgång till nästa tillgängliga zon.
Spelaren kan även få tillgång till andra spellägen, såsom "hardcore"-läget, vilket innebär att man ska slutföra hela zon fyra utan att dö.
Låtarna i spelets soundtrack är ordnade i stigande tempo över områden och nivåer, vilket gör djupare nivåer mer utmanande än tidigare. Användaren har dessutom möjligheten att ställa in egen musik för var och en av spelets nivåer.

### Karaktärer
Den karaktär som spelaren först har tillgång är Cadence, men nya karaktärer med olika typer av regler för hur de kan röra sig blir tillgängliga när spelaren är klar med vissa mål, till exempel munken som får välja ett av tre gratis objekt i varje butik, men omedelbart dör om han rör vid guld. Särskilda ospelbara karaktärer kan även räddas från vissa områden, och när de har blivit räddade kommer de att tillhandahålla olika tjänster till spelare från lobbyn, såsom att ta bort objekt från poolen med föremål för spelet eller att ge föremål till nästa omgång.
Alla karaktärer följer nedan:

#### Cadence
Cadence är huvudkaraktären och den viktigaste för historien. Hon är upplåst från början, och är startkaraktären i spelet. Inga speciella regler appliceras på henne. Hon har tre hjärtan i startliv och startar med en dolk och en normal spade.

#### Bard
Bard är Necrodancer innan han blir övertagen av lutan. Han är inte bunden av takt, utan rör sig när han vill. Fiender rör sig efter honom. Han är upplåst från början av spelet, och startar med två hjärtan i liv. När han kör spelet fortsätter sången om och om igen, vilket gör att han inte kan falla ned till nästa nivå. Han startar även med en dolk och en normal spade.

#### Eli
Eli är Cadences farbror eller morbror som tar hand om henne medan hennes pappa är borta. Han har oändligt många bomber. Han kan hoppa mot bomber för att få dem att landa yra rutor bort, för att kunna döda fiender som är långt bort. På grund av att han inte kan plocka upp eller hitta vapen, ser många spelare honom som en svårare karaktär att använda än Cadence eller Bard. Han startar med en normal spade och tre hjärtan i startliv, och blir upplåst genom att man klarar zon 1.

#### Monk
Monk är en munk, som har svurit en ed att aldrig ta upp guld. Han dör om han tar guld eller Crown of Greed, vilken skapas om man dödar Shopkeeper. Han startar med en dolk och en Blood Shovel. Han blir upplåst om man klarar zon 3 och börjar med 2 hjärtan i startliv.

#### Aria
Aria är Cadences mormor, och en av de absolut svåraste karaktärerna i spelet. Hon har bara ett halvt hjärta, vilket gör att vilket anfall som helst dödar henne, kan inte hitta uppgraderingar som ger henne mer liv och dör om hon missar ett taktslag. Hon kan heller inte byta vapen utan att dö och hon kan inte hitta rustningar. Hon kan hitta alla Shrines utom Blood, Risk, Peace, och No Return, och hitta alla Secret Shops utom Blood och Food. Hon startar dock med en dolk, en Nazar Charm och en Potion. Potion är ett av de bästa föremålen i spelet, vilken gör att man återupplivas efter att ha förlorat allt liv. Dock kommer ändå alla glasföremål som Aria har att splittras och alla hennes obsidianföremål kommer att bli ineffektiva. Om man spelar som Aria är det rekommenderat att man tar Glass Jaw och Karate Gi om man hittar dessa, eftersom det höjer skadan som man kan göra och fortfarande låter spelaren dö efter en träff.
Aria är unik i det att hon går genom zonerna baklänges, vilket gör att hon börjar i zon 4 med svåra fiender och sedan får henne att röra sig till zon 1 med fiender från alla fyra zoner. Detta gör att spel med henne blir enklare ju längre man kommer.

#### Coda
Coda har samma restriktioner som Aria, Monk och Bolt, samtidigt, vilket gör henne till den svåraste karaktären i spelet och en sådan som endast har ett halvt hjärta. Hon startar dock med en Nazar Charm och en Potion, vilka gör det enklare för henne att inte dö. Hon är en lila varelse av okänt ursprung. För råd på hur hon ska spelas, se Aria, Bolt och Monk.

#### Diamond
Diamond är en karaktär som har förmågan att kunna gå diagonalt genom att man trycker på två olika knappar samtidigt. Detta gör att hon inte kan använda speciella förmågor genom andra knappkombinationer än upp + ned och vänster + höger, då alla de andra får henne att gräva, anfalla eller gå diagonalt. Hon blir upplåst genom att man klarar zon 4.

#### Dorian
Dorian är Cadences pappa, och han börjar med en Pickaxe, Dagger, Shovel, Boots of Leaping, Ring of Might, Platemail, och en Compass. Detta höjer hans skada, låter honom ta sig igenom praktiskt taget allt material, låter honom röra sig två rutor per taktslag, ger honom rustning, ger honom extra skada och visar honom vägen mot utgången. Han börjar även med 4 hjärtan. Problemet är att Dorian alltid rör sig två rutor per taktslag. Detta leder till att han kan komma in i situationer omöjliga att ta sig ur, då han inte kan stänga av skornas funktion utan att ta ett halvt hjärta skada för varje steg han tar. Spelare som använder Dorian bör använda väggarna till sin fördel, då de kan hjälpa honom komma i synk med komplexa fiendemönster. Han låses upp genom att klara bossen Dead Ringer som Cadence.

#### Bolt
Bolt är en karaktär som kan röra sig två taktslag per normalt taktslag för Cadence. Resten av spelet rör sig också i denna hastighet. Detta gör att man måste ha blixtsnabba reflexer för att lyckas använda Bolt rätt. Bolt börjar med ett spjut och en Nazar Charm. Bolt kan hitta alla Shrines, Shops och föremål utom Ballet Shoes och Spear. Bolt blir upplåst genom att klara zon 4 med Monk. Bolt har 3 hjärtan i startliv.
Grafikdesignern Ted Martens konstaterade på sitt Twitter att Bolt är queer, och föredrar könsneutrala pronomen.

#### Dove
Dove är en pacifist, vars enda vapen är en ros. Hon har två hjärtan i startliv. Hon blir upplåst genom att klara zon 2, och kan inte skada fiender. Istället använder hon sin ros för att förvirra fiender för åtta taktslag, och få dem att röra sig åt motsatt håll mot deras normala. Första gången en fiende blir träffad med denna attack lämnar den guld och hjälper henne att få tillbaka Spells. Dove börjar med en Crystal Shovel och en Ring of Peace. Dove hoppar över bosstrider, och de normala minibosstriderna struntas i och lämnar istället trappan ned öppen.

#### Nocturna
Nocturna är en vampyr från en ospecificerad plats, som låses upp som standard genom att ha DLC:n Amplified. Hon kan förvandla sig till en fladdermus genom ett Spell vid namn Transform, som inte kan hittas av andra karaktärer eller i kistor eller Shops. Hon börjar även med vapnet Cutlass, som kan parera fientliga anfall genom att göra ett anfall mot fienden samtidigt som den anfaller spelaren. I fladdermusform kan hon flyga, läker ett halvt hjärta varje gång hon dödar 5 fiender, kan inte använda några föremål som inte är spells, ser alla fiender som inte flyger oavsett väggar och låter alla hennes anfall göra 4 skada. Hon kan förvandla sig tillbaka till människoform, men detta gör ett halvt hjärta skada på karaktären, vilket kan döda henne. Om Nocturna skulle ta nog med skada för att detta skulle döda henne, förvandlas hon till fladdermusform med ett halvt hjärta liv om hon inte redan var i denna form. 
När Nocturna spelar kommer zon 5 att ta sig in i alla andra zoner, vilket har effekten att delar av alla zoner ser ut som zon 5 och har fiender därifrån. Hennes startliv är 3 hjärtan.

## Historia
I spelet styr spelaren Cadence, dotter till en berömd skattjägare, som har försvunnit. I sökandet efter honom faller hon ned i en krypta kontrollerad av en person vid namn Necrodancer, som stjäl Cadence's hjärta och tvingar henne att utmana sina undersåtar för att hämta det. Hon är tvungen att kämpa genom kryptan, med hennes rörelser knutna till musikens takt, för att överleva och besegra Necrodancer.
Nära hjärtat av kryptan hittar Cadence en av Necrodancerns hantlangare som kallas för "Dead Ringer". Hon besegrar honom, avslöjar att det var hennes saknade far som hade blivit hjärntvättad av Necrodancer och befriar honom från Necrodancerns kontroll, vilket tillåter honom att hjälpa henne att besegra honom. De tar Necrodancers magiska gyllene luta och använder den för att döda honom, för att sedan använda sin makt för att återuppliva Cadences döda mor, Melody. Dock upptäcker de att lutan är förbannad, och att Melody därför måste fortsätta spela den för alltid för att upprätthålla sitt liv. Problematiskt nog kommer lutan gradvis konsumera hennes mänsklighet precis som den gjorde med Necrodancer. Melody kommer in i kryptan i jakt på svar och ett sätt att bryta lutans förbannelse.
Efter Melody möter och besegrar Necrodancer en andra gång, hittar hon sin egen mor, Aria, som ligger i en kista med en kniv i hennes hjärta. Aria avslöjar att hon visste hur man kunde bryta lutans förbannelse, men att hon blev förrådd av Necrodancer och lämnad döende. Hon har för avsikt att avsluta det som hon påbörjade, och hon påbörjar sin uppstigning ur kryptan i jakt på en helgedom som kommer att förstöra lutan.
När Aria når helgedomen blir hon attackerad av lutan själv, som muterar till ett stort monster i ett försök att rädda sig från undergången. Efter att ha besegrat lutan i sin monsterform, offrar Aria sitt liv för att förstöra det förbannade instrumentet. Därefter återvänder Melody till att leva obunden av musiken, vilket tillåter henne att återvända till sin familj, som senare begraver Aria tillsammans.

## Utveckling
Crypt of the Necrodancer skapades av programmeraren Ryan Clark, inspirerad genom att tänka på att den traditionella strukturen för roguelike-spel. Clark fann att spelares karaktärers död i roguelikes ofta inträffar på grund av förhållanden som skapats av den processuella generationen av terräng i spelet till skillnad från spelarens skicklighet, och ville göra ett spel som var mer "rättvist" för spelare att klara svåra situationer i. Clark hade funderat på hur spel som Spelunky ger spelaren mer kontroll över deras öde, och han såg det som ett spel som är väldigt svårt, men som man fortfarande kan förbättras i. Han ansåg att om man dog, kunde man fortfarande förstå att man själv var anledningen till detta, medan det i andra spel finns situationer som en spelare kan dö av på grund av spelet helt enkelt är orättvist. Dock såg Clark också på idén att ta bort turordningen i roguelike-spel som Spelunky eller FTL: Faster Than Light som något som gjorde att det förlorade en del av att vara en roguelike, och sökte ett sätt att upprätthålla den turbaserade naturen i spelet. De på idén att använda rundor där varje runda bara varade en kort mängd realtid, vilket enligt honom gjorde att brist på tid att tänka gjorde det omöjligt att noggrant studera spelet utan tålamod. Titeln kom efter att han hade upptäckt konceptet, och är en ordlek som spelar på orden "nekromant" på engelska (necromancer) och "dans" (dance).
Inledningsvis, Clark programmerade spelet så att han krävde av spelare att vara relativt korrekta för musikens takt, liknande den noggrannhet som används av många svårare rytmspel. Han fann denna tidpunkt att vara alltför specifik, eftersom spelare sannolikt skulle missa den korta möjligheten att röra sig under stress, vilket skulle leda till att spelkaraktären skadas och skapar en alltför stor press på spelaren. I stället har han kraftigt expanderat möjligheterna att röra sig, och även programmerat ett enkelt autokalibrationssystem som undersöker om spelaren är före eller efter det takten till en viss grad för att matcha spelarens takt, både i syfte att bidra till att göra spelet mer rättvist och ta bort spelares frustration. Dessutom fann han att när han hade en spelare flyttar på taktslaget och monster ett halvt taktslag senare, skulle spelet spelas för likt en roguelike. Istället lät han alla tecken flytta på taktslaget, med spelarens rörelser först, vilket samtidigt skapade några nackdelar som han var tvungen att programmera sig runt, men gjorde spelkänslan mycket mer naturlig.
Taktslagsspårningsalgoritmen som används i spel är känd som Multifeature Beat Tracker implementerad i Essentia för att fastställa positioner på taktslag för att uppskatta de slag per minut som används för att ställa in tempot för spelet.
Spelet utvecklades med programmeringsspråket Monkey X.
Spelet släpptes på Steam: Early Acces den 30 juli 2014, med hjälp av offentlig feedback för att förbättra spelet, och hade sin fulla release den 23 april 2015. Spelet släpptes för PlayStation 4 och PlayStation Vita den 2 februari 2016. En iOS - version, med stöd för både skärm och Bluetooth-styrenheter, släpptes den 30 juni 2016. En Xbox - version av spelet släpptes den 10 februari 2017.